# Another side of me (album)
Another side of me is een muziekalbum van Cees Veerman uit 1976. Het is de enige soloelpee die de zanger van The Cats heeft uitgebracht en kwam uit in een tijd dat de band had besloten geen optredens meer te geven. De meeste nummers komen uit de pen van Veerman zelf.
Vijf nummers van dit album werden uitgebracht op single: Sailor, sail on (Dreamer, dream on) (1976), No matter where you are (1976), Another side of me (1977), Lady my love (1977) en Your one and only friend (1977).
Onder de naam Three of a kind werd het album in 1977  nogmaals uitgebracht, samen met de soloalbums van Piet Veerman (Rollin' on a river, 1975) en Jaap Schilder (Stay ashore, 1975). Vervolgens verscheen er in 2004 nog een versie van  Another side of me samen met het album Stay ashore op een dubbel-cd.

## Nummers
| Nummer | Naam                                | Geschreven door                 | Duur | Opmerkingen |
| ------ | ----------------------------------- | ------------------------------- | ---- | ----------- |
| A1     | Your one and only friend            | Cees Veerman                    | 4:43 |             |
| A2     | My darling Suzanne                  | Cees Veerman                    | 3:00 |             |
| A3     | Another side of me                  | John Belland en Larry Murray    | 3:27 |             |
| A4     | Yesterday be dead and gone          | Cees Veerman                    | 3:53 |             |
| A5     | Sailor, sail on (Dreamer, dream on) | Cees Veerman                    | 5:10 |             |
| B1     | Lady my love                        | Jaap Schilder en Martin Veerman | 3:11 |             |
| B2     | Oh ballerina                        | Cees Veerman                    | 3:45 |             |
| B3     | Don't let it all get you down       | Cees Veerman                    | 3:40 |             |
| B4     | If I ever found happiness           | Cees Veerman                    | 3:38 |             |
| B5     | Honey                               | Jaap Schilder en Martin Veerman | 2:34 |             |
| B6     | No matter where you are             | Cees Veerman                    | 3:35 |             |